# Derwent Valley Council
Derwent Valley Council is een Local Government Area (LGA) in Australië in de staat Tasmanië. Derwent Valley Council telt 9.770 inwoners. De hoofdplaats is New Norfolk.